# Acacia linearifolia
Espèce
Statut de conservation UICN

 LC  : Préoccupation mineure
Acacia linearifolia est une espèce de plante à fleurs de la famille des Fabaceae. Il est dénommé stringybark wattle ou narrow-leaved wattle. C'est un arbuste ou un petit arbre du genre Acacia et du sous-genre Phyllodineae qui est endémique dans l'Est de l'Australie.

## Description
Acacia linearifolia peut atteindre une hauteur de 10 m avec un port érigé à étalé et une écorce lisse de couleur grise à brun-gris qui devient fissurée vers la base. Il possède des branches glabres rougeâtres foncées qui sont parfois couvertes d'écailles. Il possède des phyllodes minces, lisses, glabres, verts à gris-vert, de forme étroitement linéaire. Les phyllodes ont une longueur de 6 à 12 cm et une largeur de 2 à 5 mm. Lorsqu'elle fleurit entre août et octobre produit des inflorescences racémeuses le long d'un axe d'une longueur de 2,5 à 6 cm. Les inflorescences sphériques et denses contiennent 20 à 26 fleurs de couleur dorée. Les gousses sont élevées sur les côtés opposés au-dessus de graines alternées et généralement resserrées entre les graines. Ces gousses brun rougeâtre glabres ont une longueur allant jusqu'à 12 mm et une largeur de 5 à 7,5 mm. Elles sont fermement characées à finement coriaces. Les graines noires brillantes oblongues à elliptiques qui se trouvent dans les gousses ont une longueur de 5 à 6 mm.

## Répartition
Il est originaire d'une zone située dans la haute Hunter Valley de la Nouvelle-Galles du Sud depuis les environs de Scone à l'est et jusqu'aux environs de Gulgong dans l'Est de l'Australie,. Il est plus présent sur les parties inférieures des collines de grès dans les sols colluviaux rocheux et sablonneux où il fait souvent partie des forêts sclérophylles sèches et des communautés forestières.

## Systématique
Le nom correct complet (avec auteur) de ce taxon est Acacia linearifolia A.Cunn. ex Maiden & Blakely.
Acacia linearifolia a pour synonymes :
- Acacia murrumboensis Maiden & Blakely
- Racosperma linearifolium (A.Cunn. ex Maiden & Blakely) Pedley